# Tonko Šoljan
Tonko Šoljan (Rudina kod Starog Grada, otok Hvar, 1907. - Sarajevo, 18. veljače 1980.), hrv. akademik, ihtiolog, sastavljač ključa za determinaciju riba Jadrana, istraživač biologije mora, svjetski poznat stručnjak u organiziranju morskoga ribolova i ribarske tehnike.
Znanstveno je djelovao u Hrvatskoj, Crnoj Gori i BiH.

## Životopis
Rodio se u Rudini na otoku Hvaru.
Strast prema moru i ribarstvu je stekao još u ranoj mladosti, što mu je odredilo njegov kasniji životni put.
Studirao je u Zagrebu, Beču i Grazu. Zoologiju je doktorirao u Grazu 1930.
Radio je u splitskom Oceanografskom institutu, na Realnoj gimnaziji, Prirodoslovnom muzeju, Zoološkom vrtu i Akvariju, a kad je otišao u Zagreb, vodio je katedru za zoologiju na Filozofskom fakultetu i radio je u Hrvatskom narodnom zoološkom muzeju. U Sarajevu je 15 godina predavao zoologiju na Prirodoslovno-matematičkom fakultetu, a u isto vrijeme je ondje bio direktorom Biološkog instituta.
1945. – 1947. je radio pri Ministarstvu obalnog pomorstva i ribarstva Hrvatske u Zagrebu. U tom razdoblju je organizirao tehnobiološke postaje u Dubrovniku, Opuzenu, Malom Stonu i Bistrini.
Suosnivačem je kotorskog Zavoda za biologiju mora i Jugoslavenskog ihtiološkog društva, a bio je predsjednikom i članom brojnih bioloških i pomorskih društava, a uređivao je sarajevske znanstvene časopise Godišnjak Biološkog instituta Univerziteta, Biološkog lista te je bio urednikom časopisa Ichthyologia.
Bio je članom-radnikom Pododbora Matice hrvatske u Splitu kad je ogranak bio osnovan 15. studenog 1953.
Umro je 18. veljače u Sarajevu, od posljedica prometne nesreće koju je doživio dan ranije.

## Djela
Djela su mu prevedena na engleski i talijanski jezik, a najpoznatije mu je djelo "Ribe Jadrana" (1948.) i Hrvati kao pioniri suvremenog ribarstva na Jadranskom i Sredozemnom moru (1942.)
Njegov poznati pothvat je ribarstveno-biološka ekspedicija "Hvar" koju je poduzeo 1948. do 1949. godine. Trajala je 15 mjeseci.

## Nagrade i priznanja
- suradnik JAZU
- redovni član ANUBiH
- redovni član Društva za nauku i umjetnost Crne Gore
- član Društva za sistematsku zoologiju u Washingtonu
- član Međunarodne komisije za istraživanje Sredozemnoga mora u Monaku
- stalni član uprave Vijeća za ribarstvo Sredozemnoga mora pri FAO-u